# دریکن‌گارد
دِریکِن‌گارد (به انگلیسی: Drakengard) که در ژاپن تحت نام دوراگو-آن دُراگون (به ژاپنی: ドラッグ オン ドラグーン ,Doraggu on doragūn) شناخته می‌شود، عنوان یک مجموعه بازی ویدئویی در سبک نقش‌آفرینی اکشن است که توسط شرکت‌های کاویا، اکسس گیمز و پلاتینیوم گیمز توسعه یافته است. اولین نسخه از این سری به همین نام در سپتامبر ۲۰۰۳ برای کنسول پلی‌استیشن ۲ منتشر شد و از آن زمان به بعد دنباله، پیش‌درآمد و مشتقاتی بر اساس آن منتشر شده‌است. ایده اولیه بازی به تاکاماسا شیبا و تاکویا ایواساکی تعلق دارد و روند بازی ترکیبی بین بازی‌های ایس کامبت و دینستی واریرز ۲ است. داستان این مجموعه نیز توسط شیبا، ایواساکی، تارو یوکو و ساواکو ناتوری خلق شده‌است که تحت تأثیر فولکلور اروپایی و مجموعه انیمه‌های نامدار و فیلم‌های روز قرار گرفته بودند.
محیط مجموعه اصلی بازی به سبک اروپای شمالی و جهانی به گونهٔ خیال‌پردازی تاریک است، مکانی که انسان‌ها و موجودات از اسطوره‌ها و افسانه‌ها در کنار یکدیگر زندگی می‌کنند، در حالی که مشتقات آن در واقعیت جایگزین اتفاق می‌افتد.